# Stade Edmond Machtens
Stade Edmond Machtens – wielofunkcyjny stadion, położony w Molenbeek-Saint-Jean - dzielnicy Brukseli, Belgia. Swoje mecze na tym obiekcie rozgrywa zespół FC Brussels powstały w wyniku połączenia dwóch klubów piłkarskich: R.W.D. Molenbeek i K.F.C. Strombeek w 2003 roku. Wcześniej obiekt służył klubowi R.W.D. Molenbeek. Jego pojemność wynosi 15 266 miejsc.